# Park św. Izydora

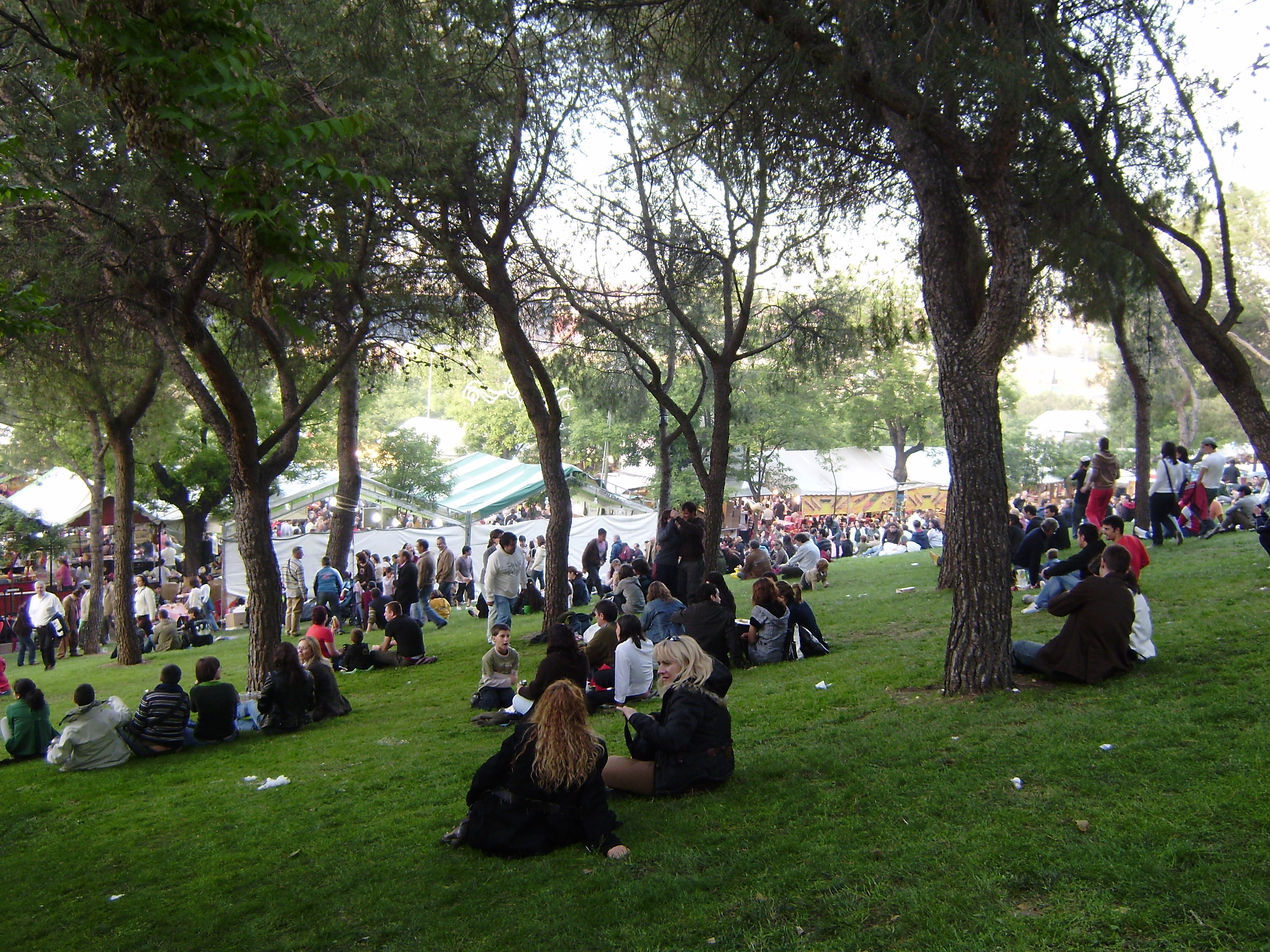
Madrytczycy w Parku św. Izydora w 2008 roku

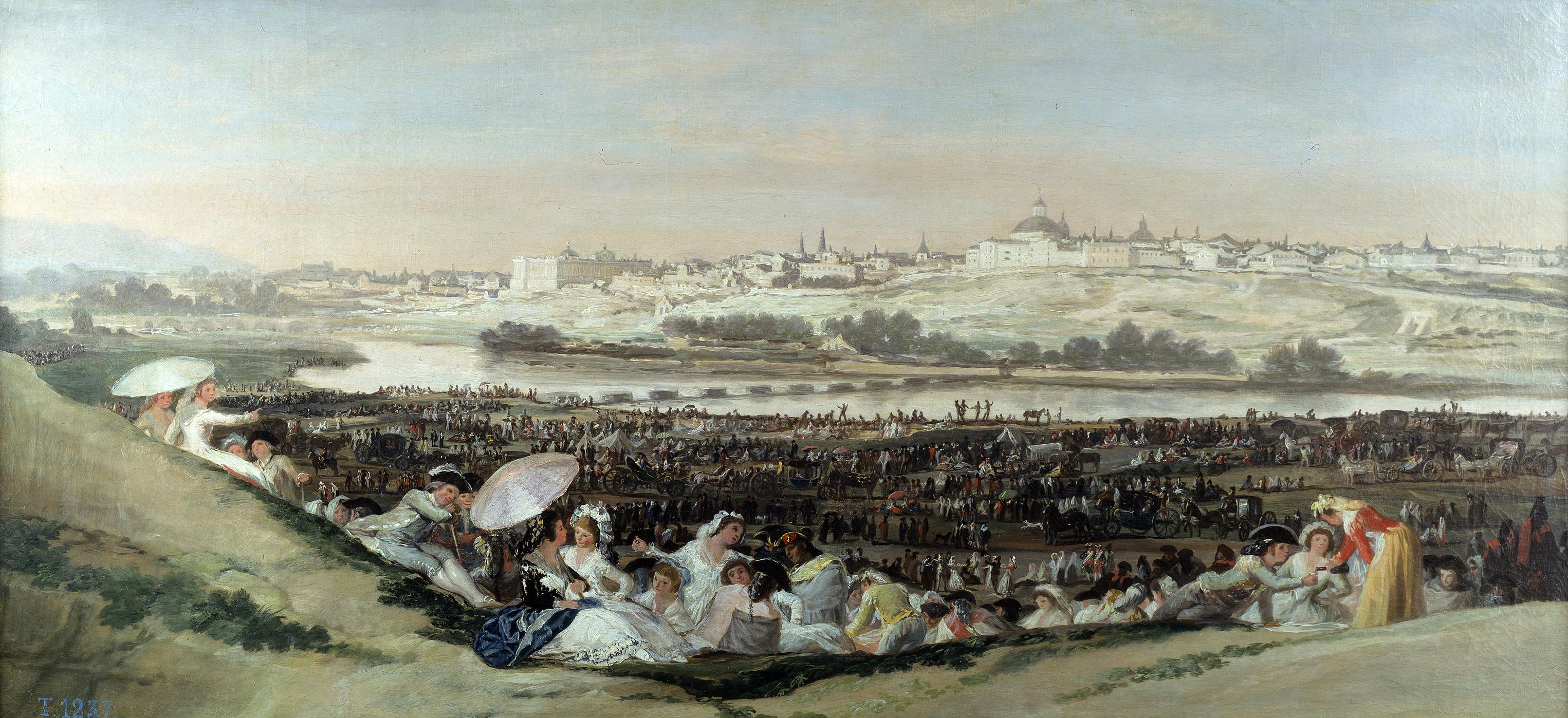
Łąka św. Izydora, obraz Francisco Goi z 1787 roku

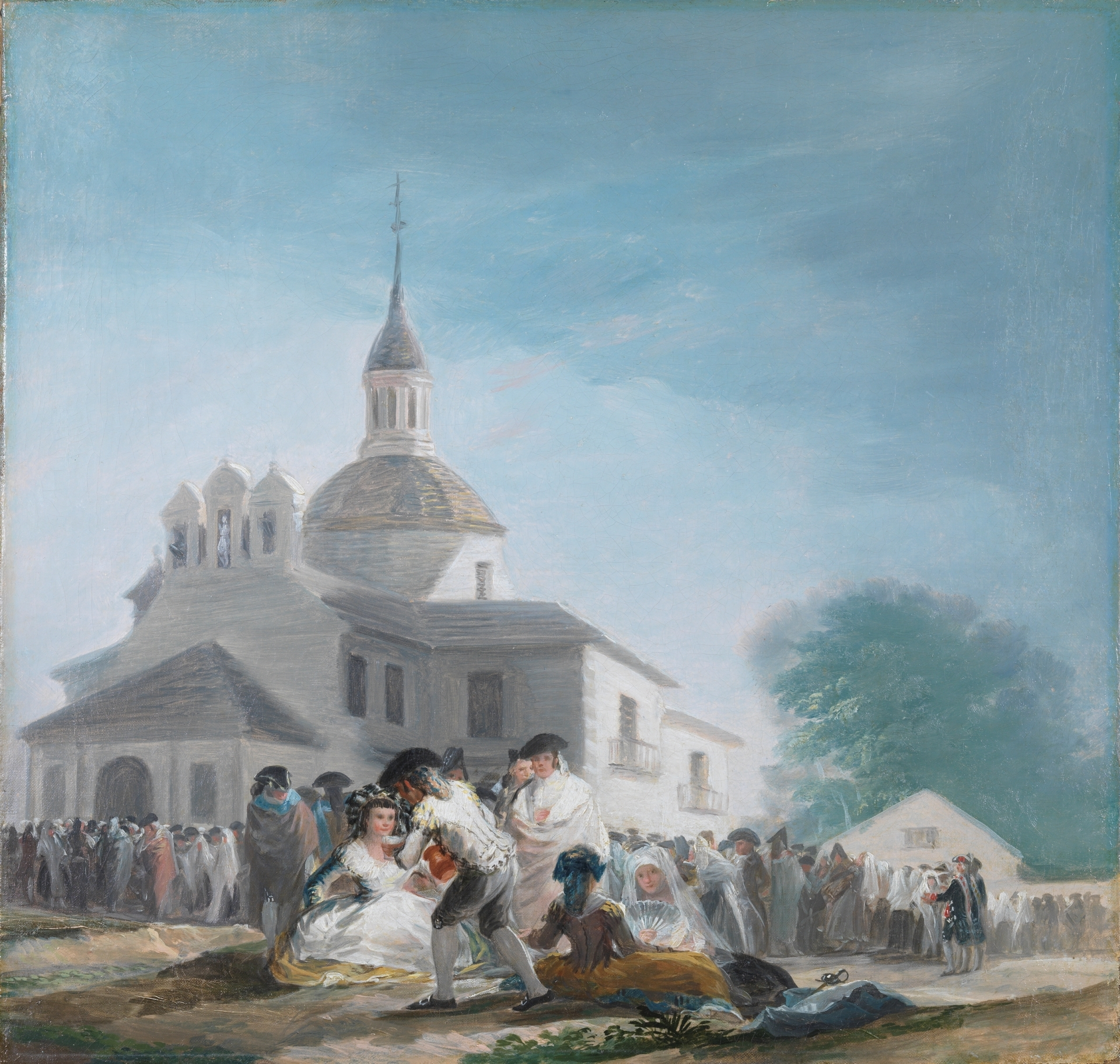
Pustelnia św. Izydora w dzień świąteczny obraz Francisco Goi z 1788 roku

Park świętego Izydora – nazywany również Łąką św. Izydora park w Madrycie, symbol dzielnicy San Isidro znajdującej się w dystrykcie Carabanchel.
Park rozciąga się od Vía Carpetana do Paseo del 15 de mayo wzdłuż zachodniego brzegu rzeki Manzanares. Teren parku został oficjalnie wydzielony w 1970 roku. Ostatnio został powiększony w 2006 roku przez ówczesnego burmistrza miasta Alberta Ruiza-Gallardóna, aktualnie zajmuje powierzchnię 355420 m².
Każdego roku 15 maja świętuje się tu połączony z odpustem festyn św. Izydora (Fiestas de San Isidro Labrador), który jest patronem Madrytu. Tradycja nakazuje tego dnia wybrać się do źródła, które wypływa niedaleko pustelni św. Izydora i napić się wody świętego. Odwiedzanie źródła połączone jest ze zwyczajem spożywania w parku śniadania lub podwieczorku. Zwyczaj ten pochodzi z początków XVI wieku.